# Landtagswahlkreis Wernigerode
Der Landtagswahlkreis Wernigerode (Wahlkreis 16) ist ein Landtagswahlkreis in Sachsen-Anhalt. Er umfasste zur Landtagswahl in Sachsen-Anhalt 2021 vom Landkreis Harz die Städte Harzgerode, Oberharz am Brocken und Wernigerode.
Der Wahlkreis wird in der achten Legislaturperiode des Landtages von Sachsen-Anhalt von Angela Gorr vertreten. Sie vertritt den Wahlkreis seit der Wahl im Jahr 2006 und verteidigte das Direktmandat zuletzt bei der Landtagswahl am 6. Juni 2021 mit 30,4 % der Erststimmen.

## Wahl 2021
Im Vergleich zur Landtagswahl 2016 wurde der Zuschnitt des Wahlkreises nicht verändert. Auch Name und Nummer des Wahlkreises wurden nicht geändert.
Es traten acht Direktkandidaten an. Von den Direktkandidaten der vorhergehenden Wahl trat nur Angela Gorr erneut an. Sie verteidigte das Direktmandat mit 30,4 % der Erststimmen. Armin Willingmann zog über Platz 2 der Landesliste der SPD ebenfalls in den Landtag ein.
|                   |                      | Erst- stimmen | Erst- stimmen | Zweit- stimmen | Zweit- stimmen |
| Bewerber          | Partei               | Anzahl        | %             | Anzahl         | %              |
| ----------------- | -------------------- | ------------- | ------------- | -------------- | -------------- |
| Wahlberechtigte   | Wahlberechtigte      | 42.693        | 100,0         | 42.693         | 100,0          |
| Wähler            | Wähler               | 26.075        | 61,1          | 26.075         | 61,1           |
| Ungültige Stimmen | Ungültige Stimmen    | 356           | 1,4           | 327            | 1,3            |
| Gültige Stimmen   | Gültige Stimmen      | 25.719        | 98,6          | 25.748         | 98,7           |
| davon             |                      |               |               |                |                |
| Angela Gorr       | CDU                  | 7.818         | 30,4          | 10.039         | 39,0           |
| Oliver Mehne      | AfD                  | 4.730         | 18,4          | 4.565          | 17,7           |
| Ruth Fiedler      | DIE LINKE            | 2.754         | 10,7          | 2.567          | 10,0           |
| Armin Willingmann | SPD                  | 6.266         | 24,4          | 3.219          | 12,5           |
| Denis Mau         | GRÜNE                | 967           | 3,8           | 1.466          | 5,7            |
| Markus Leßmann    | FDP                  | 1.612         | 6,3           | 1.564          | 6,1            |
| André Weber       | FREIE WÄHLER         | 1.124         | 4,4           | 681            | 2,6            |
| –                 | NPD                  | –             | –             | 78             | 0,3            |
| –                 | Tierschutzpartei     | –             | –             | 334            | 1,3            |
| –                 | Tierschutzallianz    | –             | –             | 85             | 0,3            |
| –                 | LKR                  | –             | –             | 5              | 0,0            |
| –                 | Die PARTEI           | –             | –             | 141            | 0,5            |
| –                 | Gartenpartei         | –             | –             | 151            | 0,6            |
| –                 | FBM                  | –             | –             | 21             | 0,1            |
| –                 | TIERSCHUTZ hier!     | –             | –             | 164            | 0,6            |
| Skadi Helmert     | dieBasis             | 448           | 1,7           | 455            | 1,8            |
| –                 | Klimaliste ST        | –             | –             | 16             | 0,1            |
| –                 | ÖDP                  | –             | –             | 12             | 0,0            |
| –                 | Die Humanisten       | –             | –             | 27             | 0,1            |
| –                 | Gesundheitsforschung | –             | –             | 65             | 0,3            |
| –                 | PIRATEN              | –             | –             | 63             | 0,2            |
| –                 | WiR2020              | –             | –             | 30             | 0,1            |

## Wahl 2016
Bei der Landtagswahl in Sachsen-Anhalt 2016 waren 45.022 Einwohner wahlberechtigt. Die Wahlbeteiligung lag bei 62,0 %. Angela Gorr konnte wieder das Direktmandat für die CDU gewinnen.
| Bewerber            | Partei            | Erststimmen in % | Zweitstimmen in % |
| ------------------- | ----------------- | ---------------- | ----------------- |
| Angela Gorr         | CDU               | 39,9             | 31,9              |
| Evelyn Edler        | LINKE             | 28,4             | 15,4              |
| Tobias Kascha       | SPD               | 21,0             | 12,1              |
| Bernhard Zimmermann | GRÜNE             | 10,8             | 5,5               |
| –                   | AfD               | –                | 24,1              |
| –                   | FDP               | –                | 3,8               |
| –                   | Tierschutzpartei  | –                | 1,6               |
| –                   | ALFA              | –                | 1,6               |
| –                   | Freie Wähler      | –                | 1,2               |
| –                   | Tierschutzallianz | –                | 1,0               |
| –                   | NPD               | –                | 0,9               |
| –                   | Die PARTEI        | –                | 0,4               |
| –                   | MG                | –                | 0,2               |
| –                   | FBM               | –                | 0,2               |
| –                   | DIE RECHTE        | –                | 0,1               |

## Wahl 2011
Bei der Landtagswahl in Sachsen-Anhalt 2011 waren 48.492 Einwohner wahlberechtigt; die Wahlbeteiligung lag bei 55,2 %. Angela Gorr gewann das Direktmandat für die CDU.
| Bewerber         | Partei           | Erststimmen in % | Zweitstimmen in % |
| ---------------- | ---------------- | ---------------- | ----------------- |
| Angela Gorr      | CDU              | 36,0             | 34,3              |
| Siegfried Siegel | SPD              | 24,8             | 24,2              |
| Evelyn Edler     | Die Linke        | 20,9             | 20,6              |
| Sabine Wetzel    | GRÜNE            | 7,6              | 7,0               |
| Michael Schäfer  | NPD              | 5,2              | 5,5               |
| Sebastian Drews  | FDP              | 2,8              | 3,1               |
| Avery Kolle      | –                | 2,6              | –                 |
| –                | Tierschutzpartei | –                | 1,7               |
| –                | Freie Wähler     | –                | 1,4               |
| –                | Piraten          | –                | 1,2               |
| –                | SPV              | –                | 0,4               |
| –                | ödp              | –                | 0,2               |
| –                | KPD              | –                | 0,1               |
| –                | MLPD             | –                | 0,1               |

## Wahl 2006
Bei der Landtagswahl in Sachsen-Anhalt 2006 traten folgende Kandidaten an:
| Name                             | Partei    | Anteil der Erststimmen |
| -------------------------------- | --------- | ---------------------- |
| Angela Gorr                      | CDU       | 37,0 %                 |
| Dieter Kabelitz                  | Die Linke | 23,6 %                 |
| Rolf Harder                      | SPD       | 23,7 %                 |
| Wolfgang Frank                   | FDP       | 5,3 %                  |
| Sabine Wetzel                    | GRÜNE     | 6,1 %                  |
| Roland Hegewald                  | BBW       | 4,3 %                  |
| Wahlberechtigte: 42243 Einwohner |           |                        |
| Wahlbeteiligung: 46,2 %          |           |                        |